# نادي أتلتاس لكرة السلة
نادي أتلتاس لكرة السلة (بالليتوانية: Kauno LSU-Atletas)‏ هو فريق كرة سلة ليتواني للمحترفين تأسس في سنة 1962 يقع مقره في كاوناس.

## أبرز اللاعبين
من أبرز لاعبيه السابقين:
- ريماس كورتينيتيس
- سوليوس ستومبرجاس
- توماس ماسيوليس
- زيدروناس إيلجوسكاس (أصبح لاعبا في الرابطة الوطنية لكرة السلة)
- ساروناس فاسيليوسكاس

## وصلات خارجية
- الموقع الرسمي